# 吉田正人
吉田 正人（よしだ まさひと、1956年 - ）は、日本の生態学者。筑波大学大学院人間総合科学研究科世界遺産専攻教授。専門は保全生態学。国際自然保護連合日本委員会会長・日本自然保護協会専務理事。

## 来歴・人物
千葉県佐原市出身。1979年、千葉大学理学部生物学科卒業後は、20年以上にわたり日本自然保護協会に勤務。主に環境教育、全国各地の自然保護問題の解決、世界遺産条約などの国際条約の推進に携っていた。2014年、2015年には「国連生物多様性の10年日本委員会」(UNDB-J)主催「生物多様性アクション大賞2014」、「同賞2015」でそれぞれ審査委員長を務める。
2012年、筑波大学より博士号を受ける。論文の題は「世界自然遺産と生物多様性保全 (World natural heritage and the conservation of biological diversity)」。

### 職歴
- 1979年、日本ナチュラリスト協会事務局長[9]
- 1982年、日本自然保護協会研究員。同主任研究員（1987年）を経て1988年に同総務部長（国際担当）[10]、同普及部長（1995年）、同保護研究部長（1997年）。
- 2000年、日本自然保護協会常務理事（保護担当）
- 2004年、江戸川大学助教授
- 2006年、江戸川大学教授[11]
- 2008年、国際自然保護連合 日本委員会会長 (- 2016年3月)
- 2010年、筑波大学准教授
- 2012年、筑波大学より博士（世界遺産学）の学位を受ける[8]
- 2013年、筑波大学教授[12]

### 委員歴
- 2010年、環境省、農林水産省、国土交通省  自然再生専門家会議委員 (- 2015年3月)。千葉県 環境審議会委員 鳥獣部会会長、同 特定鳥獣保護管理計画（ニホンジカ）検討会会長、同 特定外来生物（キョン）防除計画検討委員 (3役とも2017年3月まで)。
- 2011年、経団連 民間参画パートナーシップアドバイザリーボード委員 (- 2016年3月)。環境アセスメント学会 理事 (- 2016年5月)。日本ユネスコ協会連盟 世界遺産年報アドバイザリーグループ委員 (- 2018年3月)。
- 2012年、環境省 小笠原諸島世界遺産地域科学委員会新たな外来種侵入拡散防止ワーキンググループ委員 (- 2016年3月)。名古屋議定書に係る国内措置のあり方検討会 委員 (- 2014年3月)。兵庫県 コウノトリ野生化対策会議委員。
- 2013年、生物多様性オフセットの試行的実施に関する意見交換会 委員 (- 2015年3月)。日本自然保護協会  沿岸保全管理検討ワーキンググループ委員 (- 2015年3月)。
- 2014年、千葉県いすみ市 生物多様性いすみ戦略検討委員会委員 (- 2015年3月)。

## 著書・論文

### 著書
- 『生態学から見た野生生物の保護と法律』（共著、講談社、2003年）
- 『自然保護：その生態学と社会学』（地人書館、2007年）NCID BA83798642。
- 『首都圏の水があぶない : 利根川の治水・利水・環境は、いま』大熊孝、嶋津暉之、吉田正人（共著）、岩波書店〈岩波ブックレット No.706〉、2007年。NCID BA82373681
- 『生態学から見た保護地域とその生物多様性保全』（共著、講談社、2008年）
- 『世界遺産検定公式基礎ガイド』、城戸一夫、吉岡淳、目黒正武、中元千恵子 (共訳)、世界遺産アカデミー世界遺産検定事務局、(編)（毎日コミュニケーションズ、2008年）NCID BA8644891X。
- Cornell, Joseph Bharat『シェアリングネイチャー : 自然のよろこびをわかちあおう : ネイチャーゲーム原典』、辻淑子（共訳、日本ネイチャーゲーム協会、2012年）NCID BB0944368X。原タイトル：Sharing nature。
- 『世界自然遺産と生物多様性保全』（地人書館、2012年）NCID BB1082203X。
- Cornell, Joseph Bharat『空と大地が私に触れた』（翻訳、日本シェアリングネイチャー協会、2016年）NCID BB25077695。〈Nature game books ジョセフ・コーネルネイチャーシリーズ ; 3〉
- 筑波大学自然保護寄附講座『自然保護学入門 : ひとと自然をつなぐ』、イシザワマヤ、伊藤太一、伊藤弘、鎌田祥仁、上條隆志、佐伯いく代、佐方啓介、指田勝男、武正憲、角替敏昭、八木勇治、和田茂樹（共著、筑波大学出版会、2018年）NCID BB25952946。丸善出版 (発売)
- 『世界遺産を問い直す』、筑波大学世界遺産専攻吉田ゼミ（山と溪谷社〈ヤマケイ新書 YS040〉、2018年）NCID BB26742439

### 論文
- 「自然保護のための国際条約としての世界遺産条約」『関西自然保護機構会報』第18巻第2号、関西自然保護機構、1996年12月、179-184頁。ISSN 0919-4657 。
- 「鳥獣保護法の改正の問題点と野生生物保護法の必要性」『生物科学』第52巻第3号、2001年1月、159-170頁。〈特集 鳥獣保護法改正問題〉
- 「市民参加による沖縄の海草藻場のモニタリング調査」、河内直子、伸岡雅裕（共著）、『保全生態学研究』第8巻第2号、2003年、119-128頁。doi: 10.18960/hozen.8.2_119。
- 「合意形成論から見た三番瀬自然再生」『地域開発』、日本地域開発センター、2009年3月、第534号、29-32頁。〈特集 三番瀬再生の展望〉。ISSN 0385-6623。
- 「環境影響評価法改正とその課題--生物多様性と市民参加の視点から」『環境と公害』第40巻第2号、岩波書店、2010年、12-18頁。〈特集 環境アセスメントのあり方を考える〉、 ISSN 0918-7537。
- 「生物多様性条約新戦略計画--地球規模生物多様性概況第3版を踏まえて」『生活と環境』第55巻第8号、日本環境衛生センタ、2010年8月、9-12頁。〈 (特集 生物多様性条約第10回締約国会議(COP10)に向けた内外の動向)〉。ISSN 0037-1025。
- 「環境影響評価法改正と生物多様性保全 (2010年度環境アセスメント学会大会報告) --」『環境アセスメント学会誌』第9巻第1号、環境アセスメント学会、2011年2月、37-42頁。〈シンポジウム報告 生物多様性保全における環境アセスメントの役割〉、ISSN 1348-1819。
- 「生物多様性保全とNGO」『環境法研究』第36号、有斐閣、2011年11月、148-163頁。〈特集 生物多様性保全と法政策〉、ISSN 0289-3401。
- 「野生生物保護学会の将来像」『ワイルドライフ・フォーラム』第16巻第2号、「野生生物と社会」学会、2012年、i頁。doi: 10.20798/wildlifeforum.16.2_i。
- 「生物多様性条約と生物多様性保全」『ワイルドライフ・フォーラム』、「野生生物と社会」学会、2012年、第17巻第1号、14-15頁。doi: 10.20798/wildlifeforum.17.1_14。
- 「地熱発電と国立公園」『環境アセスメント学会誌』第10巻第2号、環境アセスメント学会、2012年8月、8-14頁。〈特集 地熱発電と環境アセスメント〉。
- 「より広い視点から新しい地図を描き直そう : 世界遺産登録20周年を迎えた屋久島、白神山地の課題」『ワイルドライフ・フォーラム』第18巻第1号、「野生生物と社会」学会、2013年、10-11頁。doi: 10.20798/wildlifeforum.18.1_10。
- 「セミナー報告 生物多様性保全から見た風力発電事業」『環境アセスメント学会誌』第11巻第2号、環境アセスメント学会、2013年月8年、7-12頁。〈特集 風力発電と環境アセスメント〉。
- 「国内情報 地熱発電と国立公園」『地熱技術』第38巻第3号、地熱技術開発、2013年月11年、15-22頁。ISSN 0285-1717。
- 「遺跡の現場から 筑波大学における世界遺産教育の現状と将来」『遺跡学研究 : 日本遺跡学会誌』第10号、奈良 : 日本遺跡学会、2013年。192-197頁。
- 「効果的な国内外来種対策の提言 : 小笠原諸島自然遺産地域を事例に 」『遺伝 : 生物の科学 』第69巻第2号、東京 : エヌ・ティー・エス、2015年3月、123-127頁。〈シリーズ：特集 国内外来種問題 : 遺伝子交雑と種の問題〉
- 「開会挨拶 後援団体挨拶 趣旨説明」、藤井秀延、道家哲平 他（共著）、『季刊政策・経営研究』第2014巻第3号(通号31)、三菱UFJリサーチ&コンサルティング株式会社 (編)、2-7頁。〈シリーズ：自然資本管理への世界の潮流と日本の動き ; にじゅうまるプロジェクト年次大会記念フォーラム〉。
- 「世界遺産と生物圏保存地域との連携の可能性」『日本地理学会発表要旨集』第2017号、公益社団法人 日本地理学会、2017年、2017s(0), 100306。doi: 10.14866/ajg.2017s.0_100306。
- Yoshida, Masahito. (2018) "Natural Heritage of Japan: Geological, Geomorphological, and Ecological Aspects". In: Chakraborty A., Mokudai K., Cooper M., Watanabe M., Chakraborty S. (eds) Natural Heritage of Japan,  pp.61-72. Geoheritage, Geoparks and Geotourism (Conservation and Management Series). Springer, Chamdoi:10.1007/978-3-319-61896-8_6ISBN 978-3-319-61896-8.